# Klink 1 (Quedlinburg)

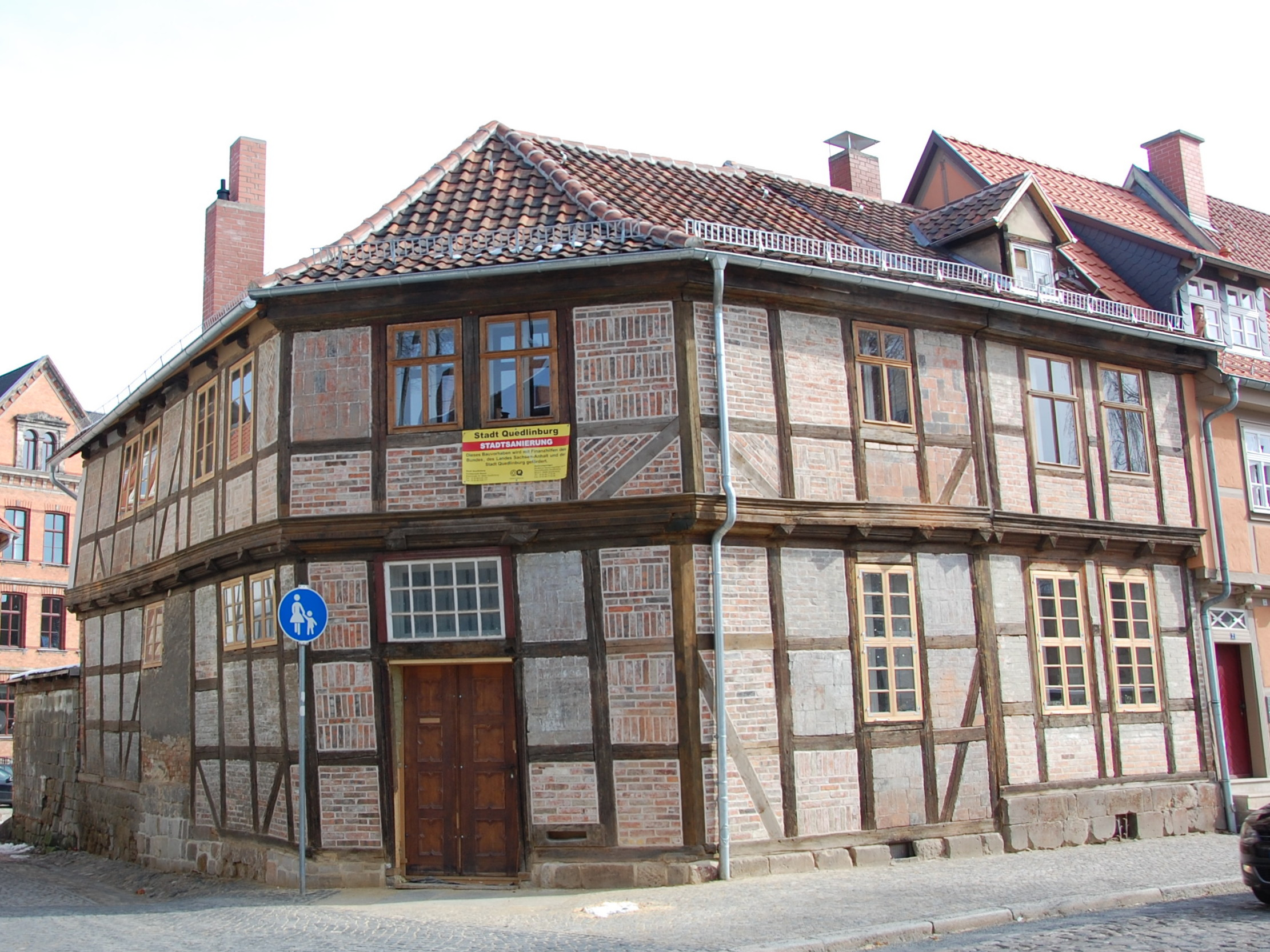
Haus Klink 1

Das Haus Klink 1 ist ein denkmalgeschütztes Gebäude in der Stadt Quedlinburg in Sachsen-Anhalt.

## Lage
Es befindet sich in der historischen Quedlinburger Altstadt nordöstlich des Marktplatzes der Stadt als Eckgebäude an der Einmündung einer vom Klink zur Schulstraße führenden Gasse und ist im Quedlinburger Denkmalverzeichnis als Wohnhaus eingetragen. Östlich des Anwesens befindet sich das gleichfalls denkmalgeschützte Haus Klink 2.

## Architektur und Geschichte
Das zweigeschossige Fachwerkhaus entstand nach einer Bauinschrift im Jahr 1707. 1740 erfolgte ein weiterer Anbau. Im 19. Jahrhundert wurde die Fassadengestaltung verändert. Dies betraf sowohl die Ausfachung der Gefache als auch die Fenster. Am Haus befindet sich eine spätbarocke Kassettentür. Das Haus wurde 2012 durch das Architekturbüro qbatur saniert.